# Pilz Gmbh & Co. KG
Pilz GmbH & Co. KG è un'azienda tedesca che opera nel settore della tecnica di automazione, controllo e sicurezza. La sede principale dell'azienda si trova a Ostfildern in Germania.

## Storia
Nel 1948 l'imprenditore Hermann Pilz fonda una vetreria  a Esslingen. Nei primi anni del dopoguerra l'azienda si dedica principalmente alla produzione di apparecchiature in vetro per l'ingegneria biomedica e di relè al mercurio. Nel settore elettronico l'attenzione si sposta sulla miniaturizzazione progressiva. Pilz si specializza in particolar modo nella produzione di relè temporizzati, oltre che di interruttori e sistemi di controllo. Nel 1968 vengono fondate le prime filiali in Austria, Francia e Svizzera. La gamma di prodotti viene ampliata con l'introduzione di controllori a logica programmabile. Nel 1970 Pilz definisce uno standard con dimensione di 35 mm per il fissaggio su barra DIN, standard poi universalmente accettato, diventando così il primo produttore di temporizzatori elettronici a guida DIN.
Nel 1987 Pilz sviluppa il primissimo modulo di sicurezza per emergenza "PNOZ". Nel 1994 viene aperta la prima filiale al di fuori dell'Europa, negli Stati Uniti. Nel 1997 seguono l'Asia con il Giappone e nel 1998 l'America del Sud con il Brasile.
Il modulo di sicurezza, modulare e configurabile PNOZmulti viene immesso sul mercato nel 2002. Nel 2006 Pilz sviluppa il sistema di visione di sicurezza per il controllo tridimensionale degli spazi SafetyEYE. Nel 2009 è la volta del sistema di sicurezza configurabile PNOZmultiMini e del sistema di automazione PSS 4000.
Secondo i dati dell'azienda, nel 2016 Pilz ha investito il 20,1 % del proprio fatturato in attività di ricerca e sviluppo

## Struttura aziendale
Pilz GmbH & Co.KG è un’azienda familiare, di proprietà al 100% delle famiglie Pilz e Kunschert. Alla fine del 2017 la Presidente Renate Pilz si è ritirata dalla gestione dell’azienda. Dal 2018 la Direzione dell’azienda è affidata ai dirigenti consiglieri e soci Susanne Kunschert e Thomas Pilz.

## Prodotti
La gamma di prodotti comprende sensori per il bordo macchina, dispositivi di controllo elettronici, soluzioni di automazione con Motion Control, PNOZ, Controllori a Logica Programmabile di sicurezza, così come Interfacce uomo macchina e sistemi di supervisione per acquisizione dati. SafetyBUS p, SafetyNET p e sistemi radio industriali per il collegamento in rete completano l'offerta di Pilz.

## Sedi
Pilz GmbH & Co. KG è presente in tutti i continenti con 40 filiali e numerose rappresentanze commerciali. Pilz ha filiali nei seguenti paesi: Germania, Austria, Svizzera, Francia, Belgio, Danimarca, Finlandia, Irlanda, Italia, Paesi Bassi, Polonia, Portogallo, Russia, Svezia, Spagna, Turchia, Gran Bretagna, Stati Uniti, Canada, Brasile, Giappone, Cina, Corea del Sud, Australia, Nuova Zelanda, Messico, India, Lussemburgo, Taiwan, Repubblica Ceca e Slovacchia.

## Partecipazioni
Pilz è membro dell'associazione tedesca costruttori macchine e impianti Verband Deutscher Maschinen- und Anlagenbau, dell'associazione tedesca dell'industria elettronica ed elettrotecnica Zentralverband Elektrotechnik- und Elektronikindustrie, dell'associazione dell'industria ferroviaria Verband der Bahnindustrie e dell'associazione Safety Network International e. V.. Dall'inizio del 2015 Pilz partecipa al progetto di ricerca SmartFactory KL.